# Otok Man
Otok Man je krunski posjed Ujedinjenoga Kraljevstva s lokalnom samoupravom, koji se nalazi u središtu Britanskih otoka.

## Naziv
Na manskom: Ellan Vannin (MFA: [ˈɛlʲən ˈvanɪn]), ↓b1 inače poznat pod običnijim nazivom Mann (manski: Mannin, MFA: [ˈmanɪn]). Na engleskome: Isle of Man.

## Simbol
Simbol otoka je Triskelion, "zvijezda od tri kraka", s time da su krakovi kao tri noge savijene u koljenu, spojene u kuku. Spoj čini središte "zvijezde".

## Zemljopisni položaj
Smješten je u nasred Irskog mora, na pola puta između Irske i Velike Britanije.
Glavni grad je Douglas (na manskom: Doolish).

## Povijest
Prvo je bio vikinško kraljevstvo od 700. do 900. godine. Potom je bio dio Norveškog kraljevstva Hebrida, do 13. stoljeća, kad prelazi pod škotsku krunu. Od 14. stoljeća je pod engleskom kontrolom i 1765. pada pod britansku krunu. Od 1800. do 1845. godine rad njegove skupštine je bio prekinut.

## Upravni ustroj
Man nije dio Ujedinjenog Kraljevstva, ali je pod britanskom krunom. Dio je Commonwealtha, nije dio Europske unije, ali ima status pridruženog člana.
Njegova skupština se zove "Tynwald", utemeljena je 979. godine,  i jedna je od najstarijih svjetskih skupština u neprekidnom postojanju. Dvodomna je, sastoji se od Doma ključâ i Zakonodavnog vijeća. Postoji još i Ministarsko vijeće predvođeno Glavnim ministrom.
Britanski monarh na otoku Man biva nazivan "Lord of Mann" (hrv. lordom Manna). To je bio naslov kojeg su nosili Vikinzi, Škoti i engleski kraljevi i plemići.
Zastupnik britanske krune ima naslov "Lieutenant Governor" (hrv. zamjenik guvernera).

## Stanovništvo
Prema popisu iz 2001. godine, otok Man ima 76.315 stanovnika, od kojih 25.347 živi u Douglasu (Doolishu).

## Jezik
Stanovnici govore engleski, ali na tome otoku se govorio jedan keltski jezik – manski (manx). Zadnji izvorni govornik, Ned Maddrell, je umro 1974. godine, ali iz izumrlosti su ga izvukle školske akcije za njegovim oživljavanjem, tako da se, primjerice, manski uči u školama, koristi se u Tynwaldu, a nove zakone u njemu čita "Yn Lhaihder" (čitač) i na manskom i na engleskom, a i novorođenu djecu odgajaju roditelji koji su govornici manskoga jezika.

## Gospodarstvo
Nekada poljodjelski i ribarski kraj, danas najveći udjel u BDP-u čine bankarske usluge. Pod bankarskim uslugama, valja naglasiti ulogu izvanmatičnog bankarstva (offshore banking).
Trgovina je većinom s Ujedinjenim Kraljevstvom.
Otok Man izdaje vlastite kovanice i novčanice, koje slobodno kolaju skupa s engleskim i škotskima. Kao što je slučaj sa škotskima, nisu zakonsko sredstvo plaćanja u ostatku Ujedinjenoga Kraljevstva.
Manska pošta izdaje vlastite poštanske marke i značajan prihod joj čini prodaja posebnih izdanja skupljačima.
Man ima vlastitu međunarodnu automobilsku oznaku – GBM.
Internetska domena mu je .im.
Valuta je manska funta – po tečaju je 1 : 1 s britanskom funtom.

## Zanimljivosti
Manska mačka – vrsta bezrepe mačke.
Od 1999. godine, otok prima izmjeničnu struju preko najduljeg svjetskog podmorskog kabela "Mansko-engleskog Međuspojnika".

## Napomene
- ↑b1  Ellan je manska riječ koja znači otok, a Vannin je genitivni oblik riječi Mannin, koja znači "of Mann" (hrv. pridjev manski).

## Vanjske poveznice
| Portal:Europa | Portal:Europa |

### Ostali projekti
|  | Zajednički poslužitelj ima stranicu o temi otok Man    |
|  | Zajednički poslužitelj ima još gradiva o temi otok Man |
|  | Zajednički poslužitelj sadrži atlas otoka Mana         |